# Аракамчечен
Аракамчечен (чук. Иръыкамчечъын, Кыгынин, чапл. Ӄигиӈи) — один из островов, принадлежащих Российской Федерации в Тихом океане, расположенный в Беринговом проливе у побережья Чукотского полуострова. Отделён от материковой части Сенявинским проливом. Относится к территории Провиденского района Чукотского автономного округа.

## Исторические сведения и топоним
Остров Аракамчечен стал активно осваиваться чукчами в конце XVIII века, который назвали его Гуунин — «отдалённый». В 1827 году здесь побывала экспедиция Ф. П. Литке и нанесла остров на карту под современным названием, что переводится с чукот. как «обманчивое место, где блуждают». Это было связано с тем, что в акватории острова случались густые и частые туманы, которые заставляли сбиваться с пути морских путников. Эскимосский топоним Ӄигиӈи происходит от чапл. ӄиги «остров» + -ӈи — лично-притяжательный суффикс 3 лица множественного числа, буквально «их остров». Согласно словарю Г. А. Меновщикова, чукотский топоним — Аракамчечен, чукотский топоним, адаптированный с чаплинского диалекта эскимосского — Кыгынин.
В 1855 году Аракамчечен посетила научная экспедиция Д. Роджерса на гидрографическом судне «Винсенес». При этом американские исследователи дали название горам на острове в честь трёх мушкетёров — героев романа А. Дюма. По-видимому, это связано с неправильным переводом на английский русского топонима — горы Афос, высшей точки острова, названой Литке в память Афонского сражения. Это и подвигло гидрографов обозначить другие сопки в честь главных действующих лиц романа. К настоящему времени эти названия заменены на чукотские, кроме само́й горы Атос.

## Физико-географическая характеристика
Остров Аракамчечен имеет в плане треугольную форму: гавань Глазенапа (юго-западный угол), Северо-Аракамчеченский участок с мысами Кугуван и Мако-Кугуван (северная оконечность) и мыс Кыгынин (восточная оконечность). Северо-Аракамчеченский участок является сочетанием высоких скалистых мысов, сложенных девонскими породами и разделяющих их небольшие участки морских террас. В районе гавани Глазенапа горы снижаются, подходя к берегу сравнительно пологими отрогами, а восточнее расположена аккумулятивная песчано-галечная коса мыса Ярга, отделяющая от моря небольшую лагуну. Участок мыс Кыгынин весь лежит в пределах низменных (до 40 м) заозёренных морских террас.
В центральной части острова находится группа среднетемпературных минеральных источников.

## Флора и фауна
На беринговоморской стороне острова есть лежбище моржей, где в августе-сентябре собирается до 50 тыс. животных. Здесь было зафиксировано появление белого моржа — крайне редкого представителя морских млекопитающих.
На скалистых мысах Аракамчечена гнездятся берингов баклан, бургомистр, серебристая чайка, моёвка, кайры, тихоокеанский чистик, ипатка, топорок. Увалистая равнина с мелкими озёрами и болотцами в восточной части острова служит местом остановок на пролёте мигрирующих птиц, в частности гуся-белошея и канадского журавля.
На острове произрастает эндемик Чукотского полуострова — полынь сенявинская (Artemisia senjavinensis), а также горец аляскинский, занесённые в Красную книгу России. Здесь обнаружено три вида редких мхов.

## Культурное наследие
В западной части острова у мыса Кыгынин найдены следы древнеэскимосских поселений возрастом более 2 тыс. лет, в юго-западной — разновозрастные остатки поселений Мейныгук, Ярга, Пагиляк.